# Chilmari
Chilmāri (bengali: Chillmari) är en ort i Bangladesh.   Den ligger i provinsen Rangpur, i den norra delen av landet, 220 km norr om huvudstaden Dhaka. Antalet invånare är 49 736.